# Renée Conan
Renée Conan (ur. 11 lutego 1938 w Lorient, zm. 2 lipca 1992 w Ploemeur) – francuska polityk i nauczycielka, eurodeputowana III kadencji.

## Życiorys
Z wykształcenia nauczycielka, pracowała w tym zawodzie w szkołach w Nantes i Lorient. W młodości działała we Francuskiej Partii Komunistycznej i komunistycznej organizacji studenckiej, należała również do centrali związkowej CGT. Od końca lat 60. zaangażowana w działalność organizacji ekologicznych, była członkinią Friends of the Earth i SOS Racisme. Uczestniczyła także w inicjatywach antynuklearnych, działała przeciwko projektowi elektrowni atomowej Plogoff. Była współautorką książki Femmes de Plogoff. Zakładała pierwszy ruch ekologiczny w Bretanii. Należała też do założycieli Zielonych. Zasiadała w radzie miejskiej w Lorient. W grudniu 1991 objęła mandat posłanki do Europarlamentu III kadencji, zmarła kilka miesięcy później.